# 이집트 왕자
《이집트 왕자》(The Prince of Egypt)는 1998년 미국의 애니메이션 뮤지컬 드라마 영화이자, 드림웍스 애니메이션이 제작한 최초의 전통 애니메이션(셀 애니메이션) 영화이다. 이 영화는 브렌다 챔프먼, 사이먼 웰스, 스티브 히크너가 감독하였다.

## 줄거리
《이집트 왕자》는 구약성경의 출애굽기에 기록된 설화의 내용을 토대로 만든 애니메이션이다. 세티 1세의 명령으로 당시 이집트인들의 노예였던 히브리인들의 장자들을 죽이게되는데 히브리인이였던 모세의 어머니는 광주리에 담아 나일강에 떠 내려 보낸다. 우연히 그 광주리는 이집트 왕비에게 떠내려가고 왕비와 왕은 모세를 양자로 삼는다. 그의 형 람세스와 이집트의 왕이자 아버지 세티1세는 그를 새로운 왕으로 세우려 하지만 자기가 히브리인이며 자신의 어머니가 진짜 어머니가 아니라는 사실에 충격을 받아 모든 명예와 직위를 버리고 사막으로 도망쳐 그곳에서 아내를 만나고 유목생활을 하며 40년을 보낸다. 그러던 어느 날 히브리인들의 신 여호와가 그에게 나타나 히브리인들을 이집트에세 빼네어 약속에 땅 가나안에 인도하라는 명을 받게 되어 모세는 다시 이집트로 돌아간다. 한때 그의 형이였으며 이집트의 왕 람세스는 모세의 청을 거부하자 모세는 이집트에 10가지 재앙을 내린다. 재앙끝에 람세스는 모세의 청에 허락을 하고 400년동안 이집트인들의 노예였던 히브리인들을 이끌고 이집트에서 나와 약속의 땅으로 가는 내용을 그린 영화이다. 드림웍스에서 4년에 걸쳐 만든 작품이다. 진정한 자유를 찾아 '약속의 땅'으로 사람들을 이끌고 가는 모세와 그의 형 람세스의 갈등이 주요 내용이다.

## 캐스트

### 목소리 출연(미국판/한국판)
- 모세：발 킬머 / 김승준
- 람세스：레이프 파인스 / 박조호
- 십보라 (모세의 아내)：미셸 파이퍼 / 윤소라
- 미리암 (모세의 누나)：샌드라 불럭 / 정미숙
- 아론 (모세의 형)：제프 골드블럼 / 김준
- 이드로：대니 글로버 / 박철호
- 세티：패트릭 스튜어트 / 故 김현직
- 여왕：헬렌 미렌 / 이선영
- 제사장 호텝：스티브 마틴 / 설영범
- 제사장 후이：마틴 쇼트 / 김익태
- 십보라의 동생 : 이선
- 람세스의 아들：정현민
- 기타 배역 - 김태웅, 서문석, 성수경, 박호조, 구민선, 정승욱, 최재익, 이지영, 임유진, 진영, 지미애

### 가수
- 모세：아믹 비람(Amick Byram)
- 성장한 미리암：샐리 드보르스키(Sally Dworsky)
- 요헤베드：오프라 하자(Ofra Haza)
- 제트로：브라이언 스토크스 미첼(Brian Stokes Mitchell)
- 어린 시절 미리암：이든 리걸(Eden Riegel)
- 여왕：린다 디 셰인(Linda Dee Shayne)

## 같이 보기
- 출애굽기
- 드림웍스 애니메이션
- 이집트 왕자 2: 요셉 이야기